# خانه مدرس‌زاده
خانه مدرس زاده مربوط به دوره صفوی - دوره قاجار است و در اصفهان، خیابان نشاط، حد فاصل چهارراه نقاشی و چهارراه شکرشکن، کوچه هاشم بیک، پلاک ۲ واقع شده و این اثر در تاریخ ۱۳ خرداد ۱۳۸۶ با شمارهٔ ثبت ۱۹۲۱۴ به‌عنوان یکی از آثار ملی ایران به ثبت رسیده است.